# Judith van der Helm
Judith van der Helm (* 13. Januar 2005 in Delft) ist eine niederländische Handballspielerin.

## Karriere

### Im Verein
Judith van der Helm spielte bis zum Jahresende 2023 für HV Quintus und wechselte daraufhin zu VOC Amsterdam. Ende Dezember 2024 verließ sie Amsterdam und schloss sich dem dänischen Erstligisten Team Esbjerg an.

### In Auswahlmannschaften
Judith van der Helm nahm mit der niederländischen Jugendnationalmannschaft an der EHF U-17-Championship 2021 teil, einem Wettbewerb für Nationalmannschaften, die sich nicht für die U-17-Europameisterschaft qualifizieren konnten. Die Niederlande gewann den Wettbewerb, zu deren Gewinn sie 18 Tore beisteuerte. Im darauffolgenden Jahr belegte sie mit der Jugendnationalmannschaft den vierten Platz bei der U-18-Weltmeisterschaft. Mit der Juniorinnen Nationalmannschaft belegte sie 2023 den 9. Platz bei der U-19-Europameisterschaft und den dritten Platz bei der U-20-Weltmeisterschaft 2024.
Im April 2023 gab sie ihr Debüt für die A-Nationalmannschaft in einem Freundschaftsspiel gegen die schwedische B-Nationalmannschaft. Sie stand im erweiterten Kader für die Weltmeisterschaft 2023, kam aber nicht in die engere Auswahl. Bei den Olympischen Spielen in Paris stand sie erneut im erweiterten Kader. Aufgrund der Verletzung von Zoë Sprengers rückte sie in den Kader auf und belegte im Turnier den 5. Platz.